# 小行星24985
小行星24985（24985 Benuri）是一颗绕太阳运转的小行星，为主小行星带小行星。该小行星于1998年5月19日发现。

## 轨道参数
小行星24985的轨道半长轴为332 177 704 km，2.2204392 UA，离心率为0.088。